# Ozero Lonno
Ozero Lonno (ryska: Озеро Лонно) är en sjö i Belarus.   Den ligger i voblasten Vitsebsks voblast, i den norra delen av landet, 210 km norr om huvudstaden Minsk. Ozero Lonno ligger 141 meter över havet. Arean är 0,49 kvadratkilometer. Den sträcker sig 0,9 kilometer i nord-sydlig riktning, och 0,8 kilometer i öst-västlig riktning.
I omgivningarna runt Ozero Lonno växer i huvudsak blandskog. Runt Ozero Lonno är det ganska tätbefolkat, med 72 invånare per kvadratkilometer.